# Namnetes

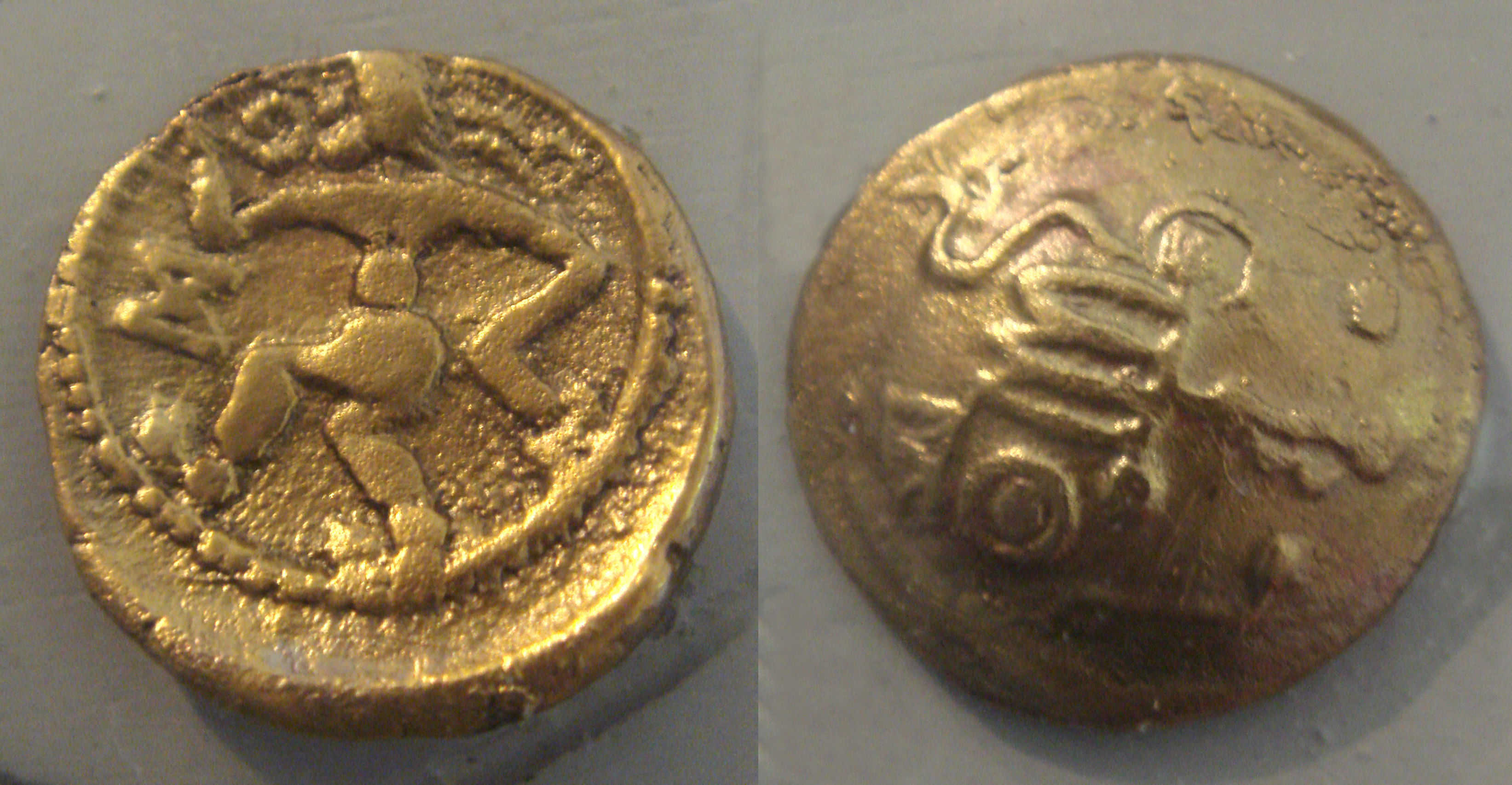
Moedas dos Namnetes

Os Namnetes eram uma tribo gaulesa que vivia perto da moderna cidade de Nantes durante a Idade do Ferro e o período romano.

## Nome
Eles são mencionados como Namnitō͂n (Ναμνιτῶν) por Políbio (2º a.C.) e Estrabão (início do 1º d.C.), Namnetes por César (meados do primeiro século a.C.) e Plínio (primeiro século d.C.), e como Namnē͂tai (Ναμνῆται) por Ptolomeu (segundo século d.C.).
A etimologia do etnônimo Namnetes permanece incerta. Xavier Delamarre propôs provisoriamente interpretar o nome como "aqueles do rio", derivando-o da raiz protoindo-europeia *nem- ("curvo, dobra"), que também deu origem ao radical gaulês nantu- ("vale, riacho"). O elemento namn- em Namnetes também foi comparado a nomes de rios, como o Namn-asa, no norte da Espanha, e o Nemun-as, na Lituânia. De acordo com Blanca María Prósper, entretanto, "Namnetes é um locus desperatus da etimologia celta e, a julgar por sua aparência geral, provavelmente contém uma partícula negativa. Os nomes étnicos geralmente têm uma aparência exótica, para nós dificilmente compreensível, e geralmente mais complexa do que os nomes de lugares ou rios".

## Geografia

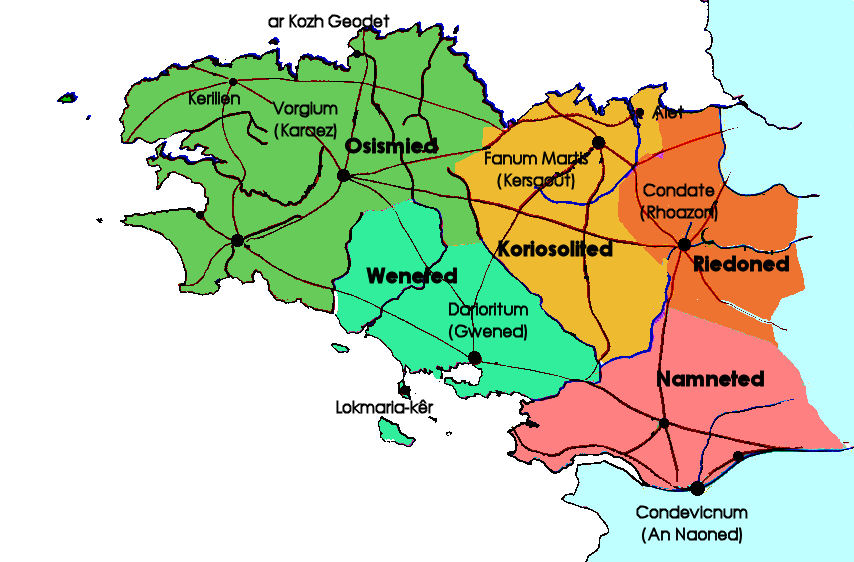
Mapa do povo gaulês da Bretanha moderna:
Osísmios
Vêneto
Coriosolitas
Redões
Namnetes

Os Namnetes viviam entre o baixo Loire, o Vilaine e o Semnon. Seu território estava situado a oeste dos andévacos, ao sul dos vênetos e redões e ao norte dos pictões.
Sua principal cidade era Condevincum, que corresponde à moderna cidade de Nantes, e seu principal porto era conhecido como Portus Nemetum.

## História
Na primavera de 56 a.C., durante as guerras gaulesas, os Namnetes se aliaram aos Vênetos para lutar contra a frota de César. Décimo Bruto, líder da frota romana, finalmente venceu a batalha.

## Ilha das mulheres Samnitae/Namnete
De acordo com Estrabão, citando Posidónio, há uma ilha no oceano perto da saída do rio Loire que era habitada pelas "mulheres dos Samnitas", o que geralmente é considerado um erro e na verdade se refere aos "Namnitas" ou Namnetes. Nenhum homem era permitido na ilha e as próprias mulheres saíam dela para ter relações sexuais com homens no continente antes de voltarem para lá novamente. Elas também tinham o estranho costume de destelhar o templo todos os anos e colocá-lo novamente no mesmo dia antes do pôr do sol, cada mulher trazendo sua carga para acrescentar ao telhado. A mulher cuja carga caía de seus braços era despedaçada pelas demais, e elas supostamente carregavam os pedaços ao redor do templo com o grito de "Ev-ah" de forma frenética.
De acordo com o arqueólogo francês Jean-Louis Brunaux, há três razões para considerar a história como factual. Primeiro, o clima úmido e ventoso do oeste da Gália sugere que as habitações gaulesas (feitas de galhos ou junco) eram recobertas todos os anos. Segundo, não deixar cair material novo era, de acordo com Plínio, o Velho, uma prática religiosa comum dos celtas. Terceiro, a circumambulação existia como um rito entre os celtas, de acordo com Posidónio.